# Залужний Андрій Миколайович
Андрій Миколайович Залужний (2 серпня 1996 — 5 червня 2023) — солдат Збройних сил України, учасник російсько-української війни.

## Життєпис
Народився 2 серпня 1996 року в селі Перекопівка Роменського району Сумської області. Навчався у місцевій школі, потім у Глухівському агротехнічному інституті. У 2019 році призваний на строкову військову службу. Далі переїхав до Харкова, там 5 жовтня 2022 року був призваний до лав Збройних сил України.
Загинув 5 червня 2023 року на Запорізькому напрямку.

## Нагороди
- Орден «За мужність» III ступеня[1].